# Euskadi Basque Country-Murias
L'equip Euskadi Basque Country-Murias és un equip ciclista professional basc, amb categoria continental fins al 2017. A partir de 2018 és de categoria continental professional.
Creat el 2015 amb el nom de Murias Taldea, té la seu a Derio. El 2016 va canviar el nom amb un acord amb el Govern basc.

## Principals resultats
- Volta a Noruega: 2018 (Eduard Prades)
- Volta a Turquia: 2018 (Eduard Prades)

### A les grans voltes
- Tour de França
  - 0 participacions

- Volta a Espanya
  - 1 participació: (2018)

- Giro d'Itàlia
  - 0 participacions

## Composició de l'equip
| \| Llista de l'equip 2016 \| Llista de l'equip 2016 \| Llista de l'equip 2016 \| Llista de l'equip 2016 \| \| Ciclista \| Data de naixement \| Equip previ \| \| \| ----------------------------------------------------------- \| ---------------------- \| ---------------------------------- \| ---------------------- \| \| Alexander Aranburu Deba \| 19 de setembre de 1995 \| Café Baqué-Conservas Campos (2015) \| \| \| Aritz Bagües \| 19 de agost de 1989 \| \| \| \| Ander Barrenetxea \| 29 de març de 1992 \| \| \| \| Mikel Bizkarra Etxegibel \| 21 de agost de 1989 \| PinoRoad (2014) \| \| \| Garikoitz Bravo Oiarbide \| 31 de juliol de 1989 \| Efapel-Glassdrive (2014) \| \| \| Imanol Estévez Salas \| 11 de gener de 1993 \| \| \| \| Adrián González Velasco \| 13 de setembre de 1992 \| \| \| \| Aitor González Prieto \| 5 de novembre de 1990 \| Ampo-Goierriko TB (2015) \| \| \| Jon Ander Insausti Irastorza \| 13 de desembre de 1992 \| \| \| \| Mikel Iturria Segurola \| 16 de març de 1992 \| Fundación Euskadi-EDP (2015) \| \| \| Eneko Lizarralde \| 23 de octubre de 1993 \| \| \| \| Pello Olaberria \| 28 de setembre de 1994 \| \| \| \| Beñat Txoperena \| 8 de desembre de 1991 \| \| \| \| Gotzon Udondo \| 1 de desembre de 1993 \| \| \| \| Julen Irizar (1 de ago–31 de des, aprenent) \| 26 de març de 1995 \| Ampo-Goierriko TB (2016) \| \| \| Óscar Rodríguez Garaicoechea (1 de ago–31 de des, aprenent) \| 6 de maig de 1995 \| Lizarte (2016) \| \| \| \| \| \| \| \| Font: ProCyclingStats \| \| \| \| |                        |                                    |  |
| Llista de l'equip 2016 |                        |                                    |  |
| Ciclista | Data de naixement      | Equip previ                        |  |
| Alexander Aranburu Deba | 19 de setembre de 1995 | Café Baqué-Conservas Campos (2015) |  |
| Aritz Bagües | 19 de agost de 1989    |                                    |  |
| Ander Barrenetxea | 29 de març de 1992     |                                    |  |
| Mikel Bizkarra Etxegibel | 21 de agost de 1989    | PinoRoad (2014)                    |  |
| Garikoitz Bravo Oiarbide | 31 de juliol de 1989   | Efapel-Glassdrive (2014)           |  |
| Imanol Estévez Salas | 11 de gener de 1993    |                                    |  |
| Adrián González Velasco | 13 de setembre de 1992 |                                    |  |
| Aitor González Prieto | 5 de novembre de 1990  | Ampo-Goierriko TB (2015)           |  |
| Jon Ander Insausti Irastorza | 13 de desembre de 1992 |                                    |  |
| Mikel Iturria Segurola | 16 de març de 1992     | Fundación Euskadi-EDP (2015)       |  |
| Eneko Lizarralde | 23 de octubre de 1993  |                                    |  |
| Pello Olaberria | 28 de setembre de 1994 |                                    |  |
| Beñat Txoperena | 8 de desembre de 1991  |                                    |  |
| Gotzon Udondo | 1 de desembre de 1993  |                                    |  |
| Julen Irizar (1 de ago–31 de des, aprenent) | 26 de març de 1995     | Ampo-Goierriko TB (2016)           |  |
| Óscar Rodríguez Garaicoechea (1 de ago–31 de des, aprenent) | 6 de maig de 1995      | Lizarte (2016)                     |  |
| |                        |                                    |  |
| Font: ProCyclingStats |                        |                                    |  |

| \| Llista de l'equip 2017 \| Llista de l'equip 2017 \| Llista de l'equip 2017 \| Llista de l'equip 2017 \| \| Ciclista \| Data de naixement \| Equip previ \| \| \| ---------------------------------------------- \| ---------------------- \| ---------------------------------- \| ---------------------- \| \| Aritz Bagües \| 19 de agost de 1989 \| \| \| \| Ander Barrenetxea \| 29 de març de 1992 \| \| \| \| Mikel Bizkarra Etxegibel \| 21 de agost de 1989 \| PinoRoad (2014) \| \| \| Garikoitz Bravo Oiarbide \| 31 de juliol de 1989 \| Efapel-Glassdrive (2014) \| \| \| Imanol Estévez Salas (1 de gen–4 de abr, Nota) \| 11 de gener de 1993 \| \| \| \| Adrián González Velasco \| 13 de setembre de 1992 \| \| \| \| Aitor González Prieto \| 5 de novembre de 1990 \| Ampo-Goierriko TB (2015) \| \| \| Julen Irizar \| 26 de març de 1995 \| Ampo-Goierriko TB (2016) \| \| \| Mikel Iturria Segurola \| 16 de març de 1992 \| Fundación Euskadi-EDP (2015) \| \| \| Eneko Lizarralde \| 23 de octubre de 1993 \| \| \| \| Pello Olaberria \| 28 de setembre de 1994 \| \| \| \| Óscar Rodríguez Garaicoechea \| 6 de maig de 1995 \| Lizarte (2016) \| \| \| Beñat Txoperena \| 8 de desembre de 1991 \| \| \| \| Gotzon Udondo \| 1 de desembre de 1993 \| \| \| \| Cyril Barthe (1 de ago–31 de des, aprenent) \| 14 de febrer de 1996 \| Fundación Euskadi-EDP (2017) \| \| \| Txomin Juaristi (1 de ago–31 de des, aprenent) \| 20 de juliol de 1995 \| Café Baqué-Conservas Campos (2017) \| \| \| \| \| \| \| \| Fonts: ProCyclingStats Cycling Quotient \| \| \| \|Nota: Imanol Estévez Salas, retirada esportiva |                        |                                    |  |
| Llista de l'equip 2017 |                        |                                    |  |
| Ciclista | Data de naixement      | Equip previ                        |  |
| Aritz Bagües | 19 de agost de 1989    |                                    |  |
| Ander Barrenetxea | 29 de març de 1992     |                                    |  |
| Mikel Bizkarra Etxegibel | 21 de agost de 1989    | PinoRoad (2014)                    |  |
| Garikoitz Bravo Oiarbide | 31 de juliol de 1989   | Efapel-Glassdrive (2014)           |  |
| Imanol Estévez Salas (1 de gen–4 de abr, Nota) | 11 de gener de 1993    |                                    |  |
| Adrián González Velasco | 13 de setembre de 1992 |                                    |  |
| Aitor González Prieto | 5 de novembre de 1990  | Ampo-Goierriko TB (2015)           |  |
| Julen Irizar | 26 de març de 1995     | Ampo-Goierriko TB (2016)           |  |
| Mikel Iturria Segurola | 16 de març de 1992     | Fundación Euskadi-EDP (2015)       |  |
| Eneko Lizarralde | 23 de octubre de 1993  |                                    |  |
| Pello Olaberria | 28 de setembre de 1994 |                                    |  |
| Óscar Rodríguez Garaicoechea | 6 de maig de 1995      | Lizarte (2016)                     |  |
| Beñat Txoperena | 8 de desembre de 1991  |                                    |  |
| Gotzon Udondo | 1 de desembre de 1993  |                                    |  |
| Cyril Barthe (1 de ago–31 de des, aprenent) | 14 de febrer de 1996   | Fundación Euskadi-EDP (2017)       |  |
| Txomin Juaristi (1 de ago–31 de des, aprenent) | 20 de juliol de 1995   | Café Baqué-Conservas Campos (2017) |  |
| |                        |                                    |  |
| Fonts: ProCyclingStats Cycling Quotient |                        |                                    |  |

| \| Llista de l'equip 2018 \| Llista de l'equip 2018 \| Llista de l'equip 2018 \| Llista de l'equip 2018 \| \| Ciclista \| Data de naixement \| Equip previ \| \| \| --------------------------------------- \| ---------------------- \| ----------------------------------- \| ---------------------- \| \| Jon Aberasturi Izaga \| 28 de març de 1989 \| Team Ukyo (2017) \| \| \| Mikel Aristi Gardoki \| 28 de maig de 1993 \| Delko-Marseille Provence-KTM (2017) \| \| \| Aritz Bagües \| 19 de agost de 1989 \| \| \| \| Fernando Barceló Aragón \| 6 de gener de 1996 \| Fundación Euskadi-EDP (2017) \| \| \| Ander Barrenetxea \| 29 de març de 1992 \| \| \| \| Cyril Barthe \| 14 de febrer de 1996 \| Fundación Euskadi-EDP (2017) \| \| \| Mikel Bizkarra Etxegibel \| 21 de agost de 1989 \| PinoRoad (2014) \| \| \| Garikoitz Bravo Oiarbide \| 31 de juliol de 1989 \| Efapel-Glassdrive (2014) \| \| \| Aitor González Prieto \| 5 de novembre de 1990 \| Ampo-Goierriko TB (2015) \| \| \| Julen Irizar \| 26 de març de 1995 \| Ampo-Goierriko TB (2016) \| \| \| Mikel Iturria Segurola \| 16 de març de 1992 \| Fundación Euskadi-EDP (2015) \| \| \| Julien Loubet \| 11 de gener de 1985 \| Armée de terre (2017) \| \| \| Eduard Prades i Reverter \| 9 de agost de 1987 \| Caja Rural-Seguros RGA (2017) \| \| \| Óscar Rodríguez Garaicoechea \| 6 de maig de 1995 \| Lizarte (2016) \| \| \| Sergio Rodríguez Reche \| 22 de febrer de 1992 \| Fundación Euskadi-EDP (2017) \| \| \| Héctor Sáez Benito \| 6 de novembre de 1993 \| Caja Rural-Seguros RGA (2017) \| \| \| Sergio Samitier \| 31 de agost de 1995 \| Lizarte (2017) \| \| \| Enrique Sanz Unzué \| 11 de setembre de 1989 \| Team Raleigh GAC (2017) \| \| \| Beñat Txoperena \| 8 de desembre de 1991 \| \| \| \| Gotzon Udondo \| 1 de desembre de 1993 \| \| \| \| \| \| \| \| \| Fonts: ProCyclingStats Cycling Quotient \| \| \| \| |                        |                                     |  |
| Llista de l'equip 2018 |                        |                                     |  |
| Ciclista | Data de naixement      | Equip previ                         |  |
| Jon Aberasturi Izaga | 28 de març de 1989     | Team Ukyo (2017)                    |  |
| Mikel Aristi Gardoki | 28 de maig de 1993     | Delko-Marseille Provence-KTM (2017) |  |
| Aritz Bagües | 19 de agost de 1989    |                                     |  |
| Fernando Barceló Aragón | 6 de gener de 1996     | Fundación Euskadi-EDP (2017)        |  |
| Ander Barrenetxea | 29 de març de 1992     |                                     |  |
| Cyril Barthe | 14 de febrer de 1996   | Fundación Euskadi-EDP (2017)        |  |
| Mikel Bizkarra Etxegibel | 21 de agost de 1989    | PinoRoad (2014)                     |  |
| Garikoitz Bravo Oiarbide | 31 de juliol de 1989   | Efapel-Glassdrive (2014)            |  |
| Aitor González Prieto | 5 de novembre de 1990  | Ampo-Goierriko TB (2015)            |  |
| Julen Irizar | 26 de març de 1995     | Ampo-Goierriko TB (2016)            |  |
| Mikel Iturria Segurola | 16 de març de 1992     | Fundación Euskadi-EDP (2015)        |  |
| Julien Loubet | 11 de gener de 1985    | Armée de terre (2017)               |  |
| Eduard Prades i Reverter | 9 de agost de 1987     | Caja Rural-Seguros RGA (2017)       |  |
| Óscar Rodríguez Garaicoechea | 6 de maig de 1995      | Lizarte (2016)                      |  |
| Sergio Rodríguez Reche | 22 de febrer de 1992   | Fundación Euskadi-EDP (2017)        |  |
| Héctor Sáez Benito | 6 de novembre de 1993  | Caja Rural-Seguros RGA (2017)       |  |
| Sergio Samitier | 31 de agost de 1995    | Lizarte (2017)                      |  |
| Enrique Sanz Unzué | 11 de setembre de 1989 | Team Raleigh GAC (2017)             |  |
| Beñat Txoperena | 8 de desembre de 1991  |                                     |  |
| Gotzon Udondo | 1 de desembre de 1993  |                                     |  |
| |                        |                                     |  |
| Fonts: ProCyclingStats Cycling Quotient |                        |                                     |  |

## Classificacions UCI

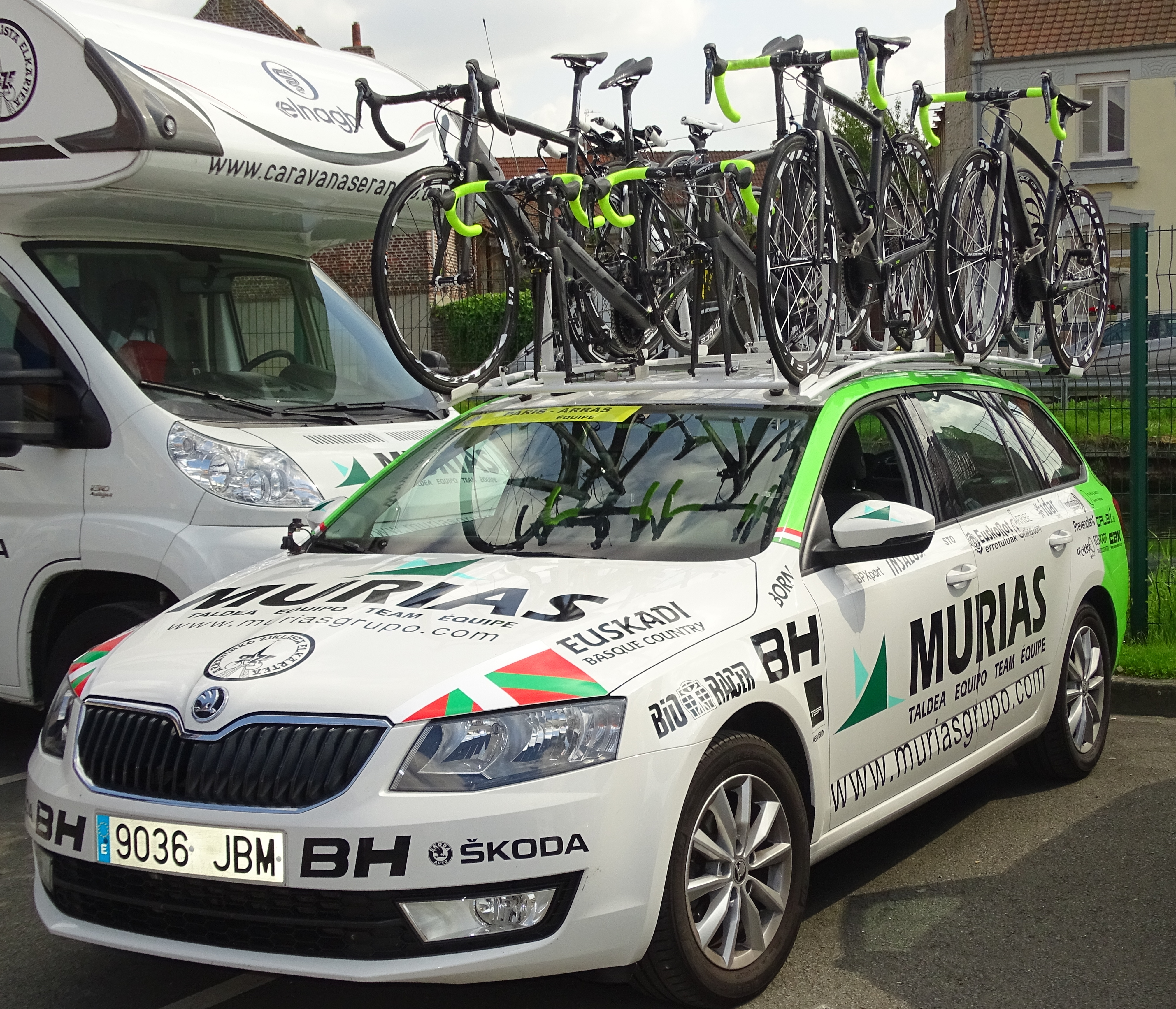
Cotxe de l'equip al 2015

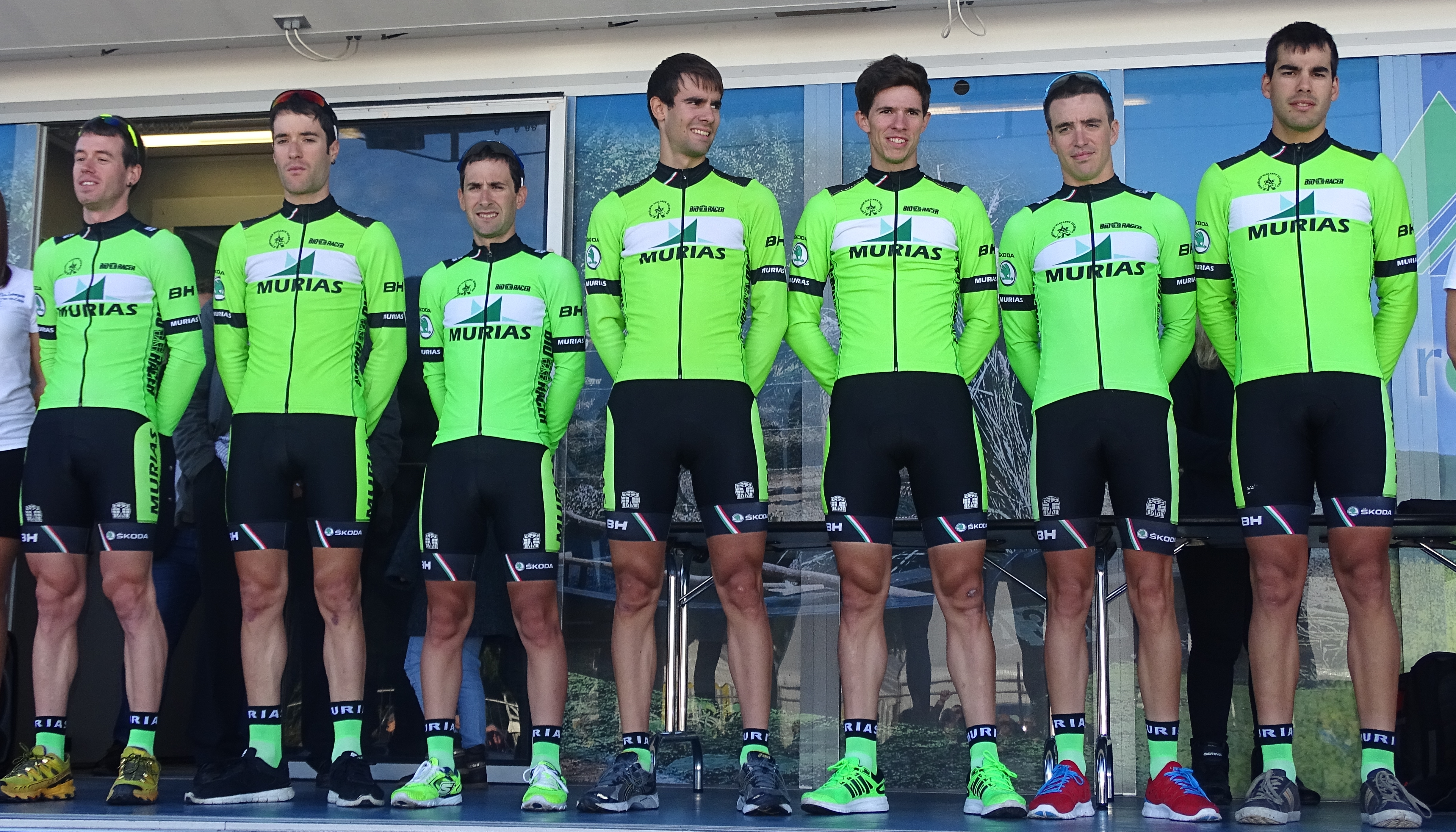
L'equip al 2015

Des del 2015, l'equip participa en els Circuits continentals de ciclisme, principalment en proves de l'UCI Europa Tour.
UCI Àsia Tour
| Temporada | Classificació per equips | Millor ciclista en la classificació individual |
| --------- | ------------------------ | ---------------------------------------------- |
| 2018      | 82è                      | Jon Aberasturi (230è)                          |

UCI Europa Tour
| Temporada | Classificació per equips | Millor ciclista en la classificació individual |
| --------- | ------------------------ | ---------------------------------------------- |
| 2015      | 84è                      | Jon Ander Insausti (268è)                      |
| 2016      | 40è                      | Garikoitz Bravo (137è)                         |
| 2017      | 54è                      | Garikoitz Bravo (230è)                         |
| 2018      | 13è                      | Eduard Prades (15è)                            |